# Glassport
Glassport is een plaats (borough) in de Amerikaanse staat Pennsylvania, en valt bestuurlijk gezien onder Allegheny County.

## Demografie
Bij de volkstelling in 2000 werd het aantal inwoners vastgesteld op 4993. In 2006 is het aantal inwoners door het United States Census Bureau geschat op 4612, een daling van 381 (-7,6%).

## Geografie
Volgens het United States Census Bureau beslaat de plaats een oppervlakte van 5,0 km², waarvan 4,4 km² land en 0,6 km² water. Glassport ligt op ongeveer 337 m boven zeeniveau.

## Plaatsen in de nabije omgeving
De onderstaande figuur toont nabijgelegen plaatsen in een straal van 4 km rond Glassport.

## Geboren
- Dewey Tomko (1946), pokerspeler